# Darren E. Burrows
Darren Eugene Burrows (* 12. September 1966 in Winfield, Kansas) ist ein US-amerikanischer Schauspieler.

## Leben und Karriere
Burrows ist der Sohn des Schauspielers Billy Drago und Stiefsohn von Silvana Gallardo. Er lebte während seiner Kindheit zeitweise in Aulne, Kansas.
Bekannt wurde Burrows mit der Rolle des Ed Chigliak in der Fernsehserie Ausgerechnet Alaska, für die er zusammen mit dem übrigen Ensemble 1995 für die Screen Actors Guild Awards in der Kategorie „Outstanding Performance by an Ensemble in a Comedy Series“ nominiert wurde. Er hatte außerdem Auftritte in Cry-Baby, Amistad, Sunset Strip, Forty Shades of Blue, Akte X – Die unheimlichen Fälle des FBI (Episode Monday) und in CSI: Vegas (Staffel 9, Episode 11).
Burrows ist seit 1993 mit der französischen Köchin Melinda Delgado verheiratet, mit der er vier Söhne hat. Die Familie lebt in Wichita in den Missouri Ozarks.

## Filmografie
- 1988: 976-EVIL
- 1988: TV 101 (Fernsehserie, 2 Folgen)
- 1989: Jesse aus dem All (Hard Time on Planet Earth, Fernsehserie, 1 Folge)
- 1989: Die Verdammten des Krieges (Casualties of War)
- 1990: Cry-Baby
- 1990: Die Klasse von 1999 (Class of 1999)
- 1990–1995: Ausgerechnet Alaska (Northern Exposure, Fernsehserie, 110 Folgen)
- 1996: Die Belagerung von Ruby Ridge (The Siege at Ruby Ridge, Fernsehfilm)
- 1997: Amistad
- 1997: Naked in the Cold Sun
- 1998: New York Cops – NYPD Blue (NYPD Blue, Fernsehserie, 1 Folge)
- 1998: Hi-Lo Country (The Hi-Lo Country)
- 1999: Akte X – Die unheimlichen Fälle des FBI (The X-Files, Fernsehserie, 1 Folge)
- 1999: Natural Selection
- 2000: Sunset Strip
- 2001: Die einsamen Schützen (The Lone Gunmen, Fernsehserie, 1 Folge)
- 2001: Lady in the Box
- 2001: Morning
- 2002: Never Get Outta the Boat
- 2003: Peacemakers (Fernsehserie, 1 Folge)
- 2005: Forty Shades of Blue
- 2008: The Shadow of the Night (Kurzfilm)
- 2009: CSI: Vegas (CSI: Crime Scene Investigation, Fernsehserie, 1 Folge)
- 2010: Nonames
- 2011: The Tell-Tale Heart (Kurzfilm)
- 2014: Liebe geht seltsame Wege (Love Is Strange)
- 2015: Turning Home
- 2019: New Chilling Tales: The Anthology

## Schrift
- Darren Burrows: Northern Exposed. 1. Auflage. Film Farms, USA 2013, ISBN 978-0-615-94362-6, S. 228 (englisch).